# Кострц
Кострц (алб. Kostërc) је насеље у општини Србица, Косово и Метохија, Република Србија.

## Историја
Иван Јастребов сматра да је Стефан Немања грчки Зигон (прелаз-превој) прекрстио у Кострц од римског Castrum.

## Становништво
| Демографија | Демографија | Демографија |
| Година      | Становника  | Становника  |
| ----------- | ----------- | ----------- |